# Józef Kmita
Józef Kmita (ur. 1897 w Piotrkowicach Wielkich, zm. 1954) – polski działacz samorządowy, wieloletni burmistrz Słomnik, żołnierz I Brygady Legionów Polskich, uczestnik wojny polsko-bolszewickiej i akcji powstańczej na Śląsku po I wojnie światowej.

## Życiorys
Urodził się w Piotrkowicach Wielkich w parafii Niegardów. Po wybuchu I wojny światowej został ochotnikiem I Brygady Legionów Polskich. W 1920 był uczestnikiem wojny polsko-bolszewickiej, za co został odznaczony. Wziął udział w jednym z powstań śląskich.
W okresie międzywojennym był długoletnim burmistrzem Słomnik. Funkcję tę pełnił też w okresie kampanii wrześniowej.
Był komendantem Związku Strzeleckiego w Miechowie.
Zmarł w 1954. Został pochowany na cmentarzu parafialnym w Słomnikach.

## Rodzina
Miał brata Walentego. Ożenił się ze Słomniczanką Zofią z Mulewiczów (1901–1971), z którą miał syna Tytusa (1926–1998), żonatego ze Stefanią Piwowarską (1930–1981) oraz córkę Barbarę (ur. 1924).

## Odznaczenia
- Krzyż Walecznych (dwukrotnie)[1]
- Krzyż Niepodległości[1]
- Srebrny Krzyż Zasługi[1]
- Krzyż Polskiej Organizacji Wojskowej[1]
- Medal Pamiątkowy za Wojnę 1918–1921[1]